# Martin Mace
MGM-13 Martin Mace (englisch für Keule) war ein taktischer Lenkflugkörper des US-amerikanischen Rüstungsherstellers Herstellers Martin, die auf dem Marschflugkörper Matador basierte.
Bis 1963 wurden sie als TM-76A und TM-76B bezeichnet, dann als MGM-13A (Mobile Ground Launched Missile) für Start von einer mobilen Rampe bzw. CGM-13 (Coffin Ground Launched Missile) für den Start aus einem Bunker.

## Entwicklung und Produktion
Die Entwicklung begann 1954, der erste Start erfolgte 1956. Die Mace konnte von einer mobilen Rampe oder aus einem gehärteten Bunker gestartet werden. Den Startschub lieferte ein Feststoffbooster, im Flug wurde Mace von einem Allison J33-A-41-Turbojet angetrieben. Es wurden zwei Versionen gebaut, die A-Version mit einem Radar-Navigationssystem ATRAN (Automatic Terrain Recognition And Navigation) und die B-Version mit einem Trägheitsnavigationssystem und vergrößerter Reichweite. Die Stationierung begann 1959, und die Rakete blieb bis in die 1970er-Jahre im Einsatz. Die Mace konnte mit einem konventionellen oder nuklearen Sprengkopf bestückt werden. Einige Raketen wurden als Zieldrohnen verwendet, da ihr Flugbild dem von Flugzeugen stark ähnelte.

## Stationierung in der Bundesrepublik Deutschland
Dem Kommando der 38th TMW auf der Sembach Air Base unterstanden beispielsweise zwölf Flugkörper MGM-13 A Mace (zuletzt CGM 13 B) in ständiger Startbereitschaft. Ab dem 25. September 1966 wurde die Einheit mit 1962 Soldaten in die 603rd Air Base Wing umgewandelt. Im Oktober 1966 wurden die Mace über Rotterdam in die USA verschifft. Als neue Träger verwendete die Air Force die F-100 und F-105.